# Эдди (округ, Нью-Мексико)
Эдди (англ. Eddy) — округ в штате Нью-Мексико в США. Расположен на юге штата, на границе с Техасом. Площадь территории округа — 10 873 км². Население по данным переписи 2000 года составляло 51 658 человек. Центр округа — город Карлсбад.

## География
По данным Бюро Статистики США, общая площадь территории округа составляет 10 873 км² (4198 кв. миль), из которых примерно 41 км² (16 кв. миль) заняты водой. Население по переписи 2000 составляет 51 658 человек.

### Пограничные территории
- округ Калберсон (Техас) — с юга
- округ Ли (Нью-Мексико) — с востока
- округ Ловинг (Техас) — с юго-востока
- округ Отеро (Нью-Мексико) — с запада
- округ Ривз (Техас) — с юга
- округ Чавес (Нью-Мексико) — с севера

### Природные достопримечательности
- Национальный парк «Карлсбадские пещеры»
- Национальный лес Линкольн (часть)

## Демография
По данным Бюро Статистики США, на 2000 год население в округе 51 658 человек, 19 379 домовладений и 14 069 семей. Плотность населения — 5 чел./км² (12 чел./кв.миля). Число жилых строений 22 249. Состав населения по расовым признакам: 76,34 % белых; 1,56 % афроамериканцев; 1,25 % индейцев; 0,45 % азиатов; 0,09 % выходцев с островов Тихого океана; 17,67 % представителей других рас и 2,64 % смешанного расового происхождения. 38,76 % — латиноамериканского происхождения.
В 35,6 % домовладений проживали дети младше 18 лет; в 56,1 % — семейные пары; в 11,9 % — одинокие женщины и в 27,4 % — несемейные. Средний размер семьи — 3,12; среднее число проживающих в домовладении — 2,63.
По возрасту население округа делится:
- 28,9 % — моложе 18 лет;
- 8,4 % — от 18 до 24;
- 25,7 % — от 25 до 44;
- 22,4 % — от 45 до 64;
- 14,7 % — 65 и старше.

Средний возраст — 36 лет. На 100 женщин всех возрастов приходится 95,9 мужчин. На 100 женщин старше 18 лет приходится 92,7 мужчин.
Средний доход на хозяйство составлял 31 998 долларов США, а средний доход на семью — 36 789 долларов. Средний доход мужчин — 31 909, а женщин — 19 686 долларов. Душевой доход составлял 15 823 доллара. Примерно 13,6 % семей и 17,2 % населения проживало ниже уровня бедности, из них 21,5 % моложе 18 лет и 13,4 % старше 65.

## Населённые пункты

### Города
- Артезия
- Карлсбад
  - статистически обособленная зона

### Посёлки
- Хоуп
- Лавинг

### Статистически выделенные поселения
- Северный Карлсбад (Carlsbad North)

## Экономика
В округе находится ядерное захоронение Waste Isolation Pilot Plant. Проект этого завода был предложен представителями города Карлсбад в 1960-х в связи с сокращением рынка поташа (город был основным поставщиком этого минерала на рынок США). В 1979 году проект был одобрен Конгрессом, в 1980 году началось строительство. В 1993 году в Карлсбаде открыт офис Министерства энергетики США, а в 1999 году хранилище приняло первую партию отходов.